# Кирилов, Вадим Васильевич
Вадим Васильевич Кирилов (2 июня 1981, Заря, Саратский район, Одесская область) — украинский футболист, имеющий также молдавское гражданство, нападающий.

## Биография
Воспитанник ДЮСШ посёлка Сарата (Одесская область), первый тренер — Влас Радимович Златов. Во взрослом футболе дебютировал в сезоне 1997/98 в первой лиге Молдавии в составе тираспольского «Шерифа», команда стала в том сезоне победителем турнира. В ходе сезона 1997/98 перешёл в тираспольский «Тилигул», где провёл следующие пять лет, сыграв 86 матчей и забив 22 гола в высшем дивизионе Молдавии. По некоторым данным, в первых сезонах играл за «Тилигул» на правах аренды из «Шерифа». В составе «Тилигула» становился серебряным (1997/98) и бронзовым (1998/99, 2000/01) призёром чемпионата Молдавии, принимал участие в матчах еврокубков.
Летом 2002 года покинул Молдавию и перешёл в львовские «Карпаты», однако в основной состав клуба не пробился и провёл полсезона в первой лиге за «Карпаты-2». Летом 2003 года присоединился к команде «Закарпатье» и за половину сезона сыграл в 17 матчах, не отличившись ни разу, команда в итоге стала победителем первой лиги.
В начале 2004 года перешёл в клуб высшей лиги «Звезда» (Кировоград). Дебютировал в высшей лиге 14 марта 2004 года в игре против «Черноморца» и в этом же матче забил свой первый гол. Всего до конца сезона сыграл 11 матчей и забил два гола, а его команда покинула высшую лигу. Затем выступал за запорожский «Металлург», но не смог пробиться в основной состав, сыграв лишь 2 матча, и спустя год покинул клуб.
В 2005 году перешёл в луганскую «Зарю», с которой в сезоне 2005/06 победил в турнире первой лиги и вошёл в тройку лучших бомбардиров сезона с 14 голами. В высшей лиге осенью 2006 года сыграл за «Зарю» 10 матчей, в которых забил два мяча.
После ухода из «Зари» пробовал силы в латвийском «Вентспилсе», где не сыграл ни одного официального матча, а также играл в первой лиге Украины за «Десну» (Чернигов) и во второй лиге — за тернопольскую «Ниву». Весной 2008 года провёл свои последние матчи в высшей лиге в составе «Нефтяника» (Ахтырка) и с этой командой вылетел в первую лигу. В дальнейшем выступал в первой лиге за «Александрию» и во второй — за «Сталь» (Днепродзержинск).
С 2011 года играл на любительском уровне за клуб из родного села — «Балканы». В 2013 году стал победителем чемпионата Одесской области и лучшим бомбардиром турнира с 28 голами. Затем дважды становился чемпионом Украины среди любителей (2015, 2016), также стал финалистом любительского Кубка страны (2015). В сезоне 2016/17 играл со своим клубом во второй лиге, после чего завершил карьеру.

## Стиль игры
Рослый, мощный форвард таранного типа, обладающий высокой скоростью и сильным ударом. Прекрасно вел борьбу за верховые мячи, хорошо играл головой— Сайт «Луганск. Наш футбол»